# Arbogaste (conte di Treviri)
Arbogaste (... – Chartres, fl. seconda metà del V secolo) è stato un conte franco romanizzato di Treviri nella seconda metà del V secolo.

## Biografia

### Origini
Ci è noto grazie a due lettere indirizzategli da due vescovi: una da Sidonio Apollinare (Ep IV, 17), allora vescovo di Clermont, risalente al 471 o più probabilmente al 476-477, l'altra da Auspicio di Toul, che lo definisce comes (conte) di Treviri e come figlio del predecessore alla carica Arigio/Aredio, a sua volta figlio di Arbogaste, magister militum in praesenti e kingmaker franco-romano di Valentiniano II e dell'usurpatore Flavio Eugenio e campione del paganesimo romano morto nel 393. Karl Ferdinand Werner sostenne che esso era il nipote di Arbogaste (I) magister militum, ma cronologicamente è meglio considerarlo un pronipote.
La madre apparteneva ad una famiglia senatoria gallo-romana  di nome Florenzia/Florentina. Egli era di religione cattolica e appartenente dunque ad una famiglia franco-romana integrata pienamente nelle sue élite, tanto che Sidonio lo lodò per il suo talento letterario, e si rallegrò che la cultura latina fosse preservata attraverso di lui e lo cita inoltre come difensore dell'impero, ma rifiutò l'offerta di scrivere una poesia sulle Sacre Scritture, come Arbogaste lo aveva apparentemente invitato a fare.

### Comesdi Treviri e possibile vescovo di Chartes
Non si sa sotto quale autorità fosse all'epoca Treviri, romana o franca. Karl Ferdinand Werner parla di un «vero conte romano con il titolo ufficiale di "vir spectabilis"»: dato il suo titolo di comes spectabilis, egli propone dunque una nomina romana. Michel Rouche specifica che fu Egidio ad insediare Arbogaste come conte di Treviri, poco dopo il 459. Arbogaste, in ogni caso, governò con l'aiuto delle rimanenti unità romane e forse dei foederati franchi nella regione della Mosella centrale, cioè una zona di influenza relativamente piccola (ma Toul forse era ancora sotto il suo dominio): per Werner, oggi non si sa quale fosse la sua esatta estensione di potere. Tuttavia, egli non era soggetto ad alcun re germanico e non utilizzò per sé stesso il titolo di rex (come in parte si supponeva nelle ricerche più antiche), ma probabilmente riconosceva l'autorità dell'imperatore, sebbene agisse in modo indipendente. In questo contesto, sembra che abbia esercitato in questo campo sia la sovranità militare che quella amministrativa.
Questo Arbogaste è talvolta identificato con un vescovo con lo stesso nome a Chartres negli anni 480. Secondo questa ipotesi, Arbogaste, capo dell'autorità romana di Treviri in collegamento forse con Sagrio, avrebbe lasciato la città durante un grande attacco dei Franchi ripuari verso il 479-480, verso cui forse aveva formalmente giurato fedeltà nel 475. Gli autori hanno parlato di fuga, ma Franz Staab contesta questa fuga, e mette anche in dubbio una conquista di Treviri da parte dei Franchi negli anni '80 del 400. Riprendendo le conclusioni di Kurt Böhner che studiò le scoperte archeologiche nella regione di Treviri, osserva che i corredi funerari franchi sono totalmente assenti nella regione prima del 500, per apparire nel primo quarto del VI secolo. Se i Franchi ripuari avessero conquistato Treviri già nel 480, alcuni di loro sarebbero certamente morti entro vent'anni e le loro sepolture sarebbero state quindi trovate. Franz Staab conclude che la conquista di Treviri da parte dei Franchi avvenne più tardi. Il dominio di Arbogaste può essere considerato un periodo transitorio tra la dominazione romana e quella franca.
Quanto all'identificazione con l'omonimo vescovo di Chartres, Franz Staab la ritiene possibile ma non certa, perché il nome Arbogaste cominciò all'epoca ad essere piuttosto diffuso. A parte questo problema di identificazione, egli osserva che molti aristocratici contemporanei di Arbogaste passarono da una carriera militare a una carriera ecclesiastica in tarda età, e immagina che Arbogaste abbia scelto di occupare la sede di Chartres piuttosto che aspettare un posto vacante in quello di Treviri. Karl Ferdinand Werner sostiene invece questa identificazione, sostenendo che egli divenne vescovo in tarda età.

### Possibili discendenti
La stirpe di Arbogaste è stata rintracciata, grazie ai Leitname di Aredio e di Arbogaste, in due ulteriori figure:
- Aredio, citato da Gregorio da Tours, vir inluster, che intercedette presso Clodoveo salvando il re dei Burgundi Gundobado a seguito di una defezione; definito presso la corte di questo vir illustrissimus, fu in contatto epistolare con l'arcivescovo di Vienne Avito e fu partecipe degli affari ecclesiastici nel regno burgundo dal 515[5].
- Arbogaste (III), vescovo di Strasburgo e santo, fondatore della cattedrale della città, inviato dai Merovingi in Alsazia per evangelizzare e portare nell'orbita franca un'area a predominanza etnica alemanna, rivali dei Franchi[5].